# Dingli
Dingli (officiële naam Ħad-Dingli; ook wel Casal Dingli of Ħal-Tartarni genoemd) is een kleine plaats en tevens gemeente aan de westkust van Malta met een inwoneraantal van 3.326 (november 2005). Het ligt op 13 kilometer van de hoofdstad Valletta en twee kilometer van Rabat op een plateau ongeveer 250 meter boven de zeespiegel. Daarmee vormt Dingli het hoogste punt van Malta.
In de Middeleeuwen was Dingli een van de grootste parochies van Malta, toen nog onder de naam Ħal-Tartarni. De kerk gewijd aan Maria, gebouwd in 1678, bepaalt nog altijd het dorpsgezicht. Eromheen liggen smalle straatjes vol bochten, zoals gebruikelijk in boerendorpjes uit die tijd.
Dingli staat bekend om de hoge kliffen aan de zeezijde, genaamd de Dingli Cliffs (Kliffen van Dingli). In deze rotsen zijn enkele oude sporen te zien van paardenkarren, enkele onverklaarbare parallelle sporen die in de rots zijn gehouwen en verscheidene megalieten. Vanaf de hoge kliffen heeft men zicht op het kleine onbewoonde eiland Filfla, maar ook landinwaarts heeft men zicht op een groot deel van het eiland.
De jaarlijkse festa van Dingli vindt plaats op de eerste zondag na 15 augustus en wordt gehouden ter ere van Maria.

## Galerij

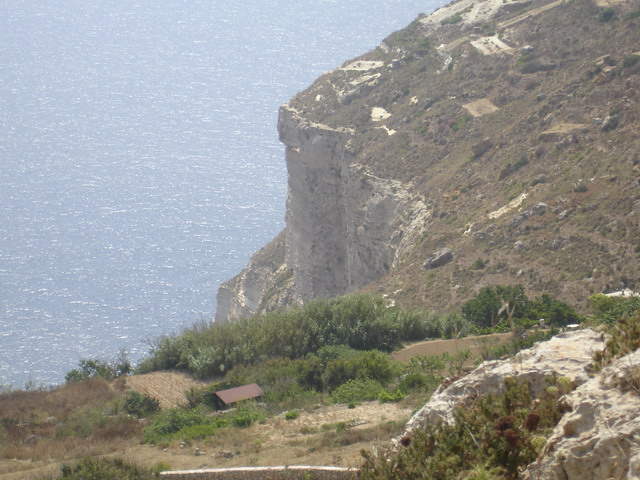
De Dingli Cliffs
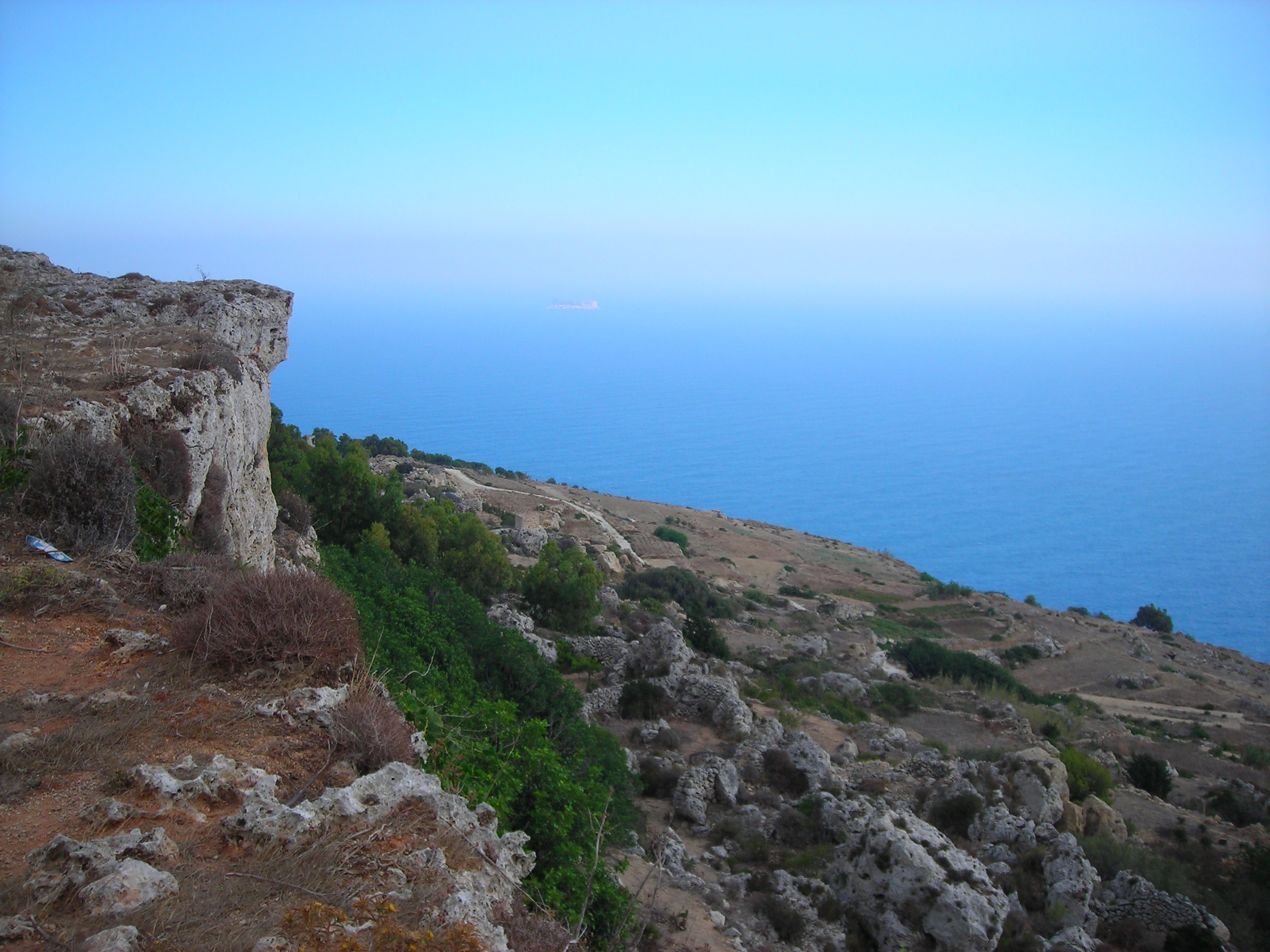
De Cliffs met op de achtergrond Filfla
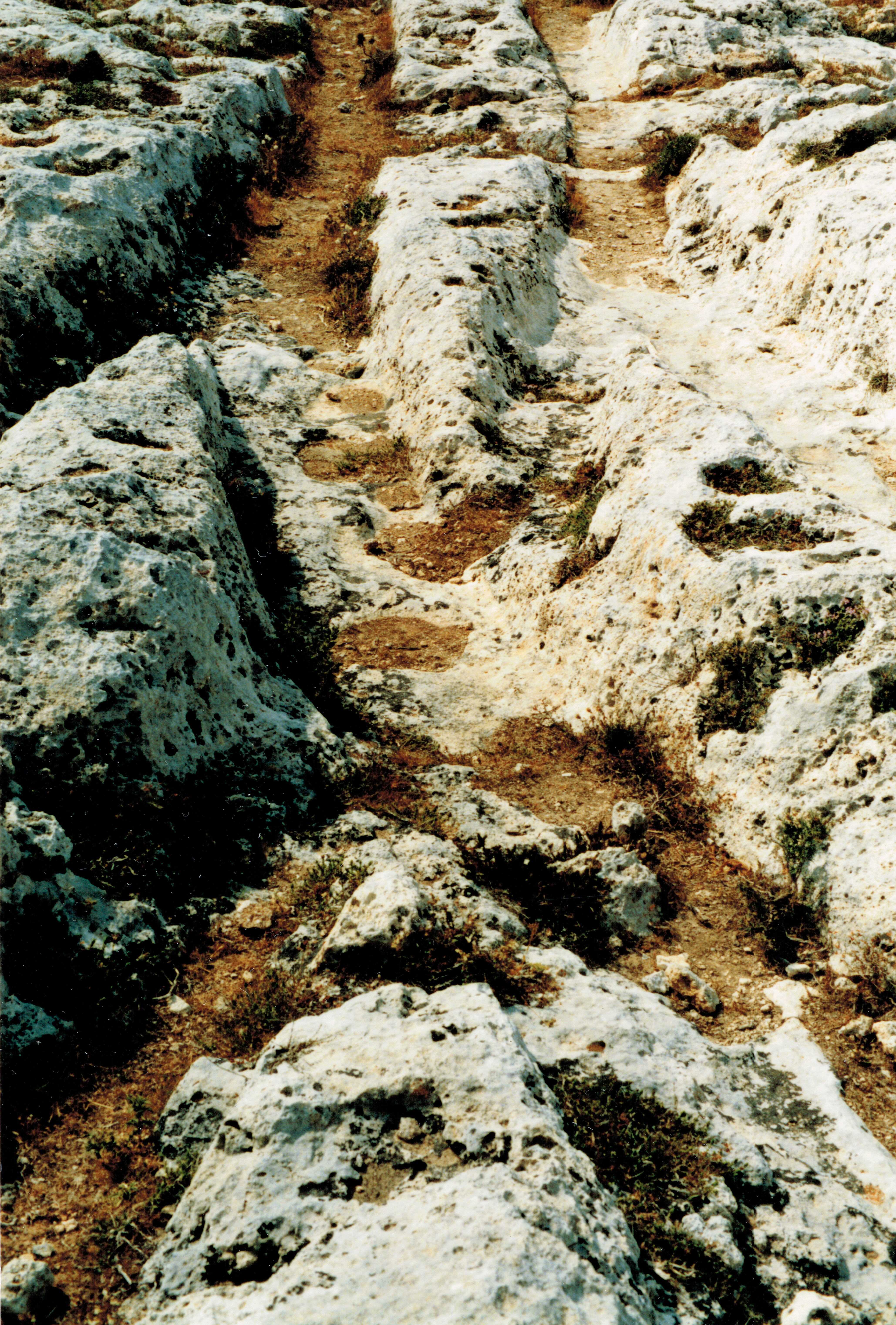
Karrenspoor in de rotsen van de Dingli Cliffs